# Avi Sagild
Avis "Avi Sagild" Westgate Caroline Steen (født Lange 22. februar 1933 i Pittsburgh, død 19. september 1995 på Frederiksberg) var en amerikansk-dansk skuespillerinde.
Hun blev født i Pittsburgh, USA, men kom som 18-årig til Danmark, lærte sig hurtigt sproget og tog sin skuespilleruddannelse fra Det kongelige Teaters Elevskole i 1958.
Herefter var hun bl.a. tilknyttet Det kongelige Teater (Esther i Indenfor Murene), Boldhus Teatret, Comediehuset, Det Danske Teater og Fiolteatret.
I tv kunne hun bl.a. opleves i serierne Fiskerne, Matador, Kald mig Liva og Charlot og Charlotte.
Hun var gift med kapelmester Niels Jørgen Steen med hvem hun fik to børn, som i dag er skuespilleren Paprika Steen og musikeren og skuespilleren Nikolaj Steen. Hun blev i et tidligere parforhold mor til musikeren Kim Sagild.
Hun er begravet på Frederiksberg ældre kirkegård.

## Udvalgt filmografi
- Mariannes bryllup – 1958
- Venus fra Vestø – 1962
- Don Olsen kommer til byen – 1964
- Min søsters børn vælter byen – 1968
- Stille dage i Clichy – 1970
- Den forsvundne fuldmægtig – 1971
- Sort høst – 1993